# Eslovenia en los Juegos Olímpicos de Salt Lake City 2002
Eslovenia estuvo representada en los Juegos Olímpicos de Salt Lake City 2002 por un total de 40 deportistas que compitieron en 8 deportes.  
El portador de la bandera en la ceremonia de apertura fue el deportista de snowboard Dejan Košir.

## Medallistas
El equipo olímpico esloveno obtuvo las siguientes medallas:
| Nombre                                                | Deporte         | Competición                 |
| ----------------------------------------------------- | --------------- | --------------------------- |
| Oro                                                   |                 |                             |
| —                                                     |                 |                             |
| Plata                                                 |                 |                             |
| —                                                     |                 |                             |
| Bronce                                                |                 |                             |
| Primož Peterka Damjan Fras Robert Kranjec Peter Žonta | Saltos en esquí | Trampolín grande por eqs. M |